# Estação arqueológica do Alto da Fonte do Milho
A Estação arqueológica do Alto da Fonte do Milho, ou apenas Fonte do Milho é um sítio arqueológico localizado na atual freguesia de Poiares e Canelas, no município do Peso da Régua no Distrito de Vila Real, em Portugal.
Os remanescentes arqueológicos correspondem a uma vila romana escavada na década de 1940 (entre 1947 e 1949) por Russell Cortez, arqueólogo ao serviço do IVP. Também referido como "Castelo da Pousa", este sítio sofreu intervenções arqueológicas não só por Fernando Russell Cortez, mas também por Carlos Teixeira (em 1939) e, actualmente (a partir de 2009) é alvo de um projecto de re-escavação, recuperação e musealização por parte da Direcção Regional da Cultura Norte.
A Estação arqueológica do Alto da Fonte do Milho está classificada como Monumento Nacional desde 1959.